# Skoura

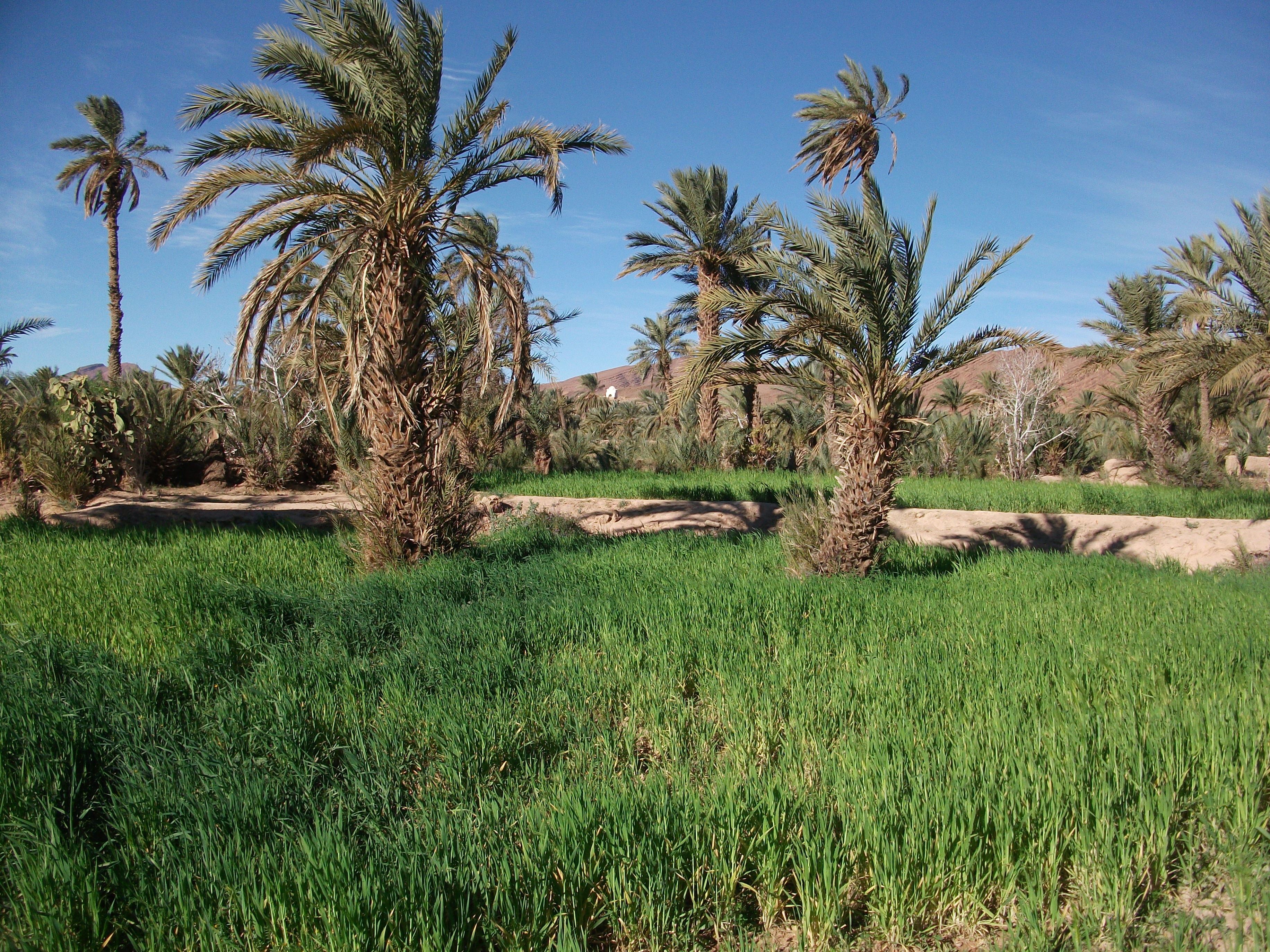
Blick in die Palmenoase

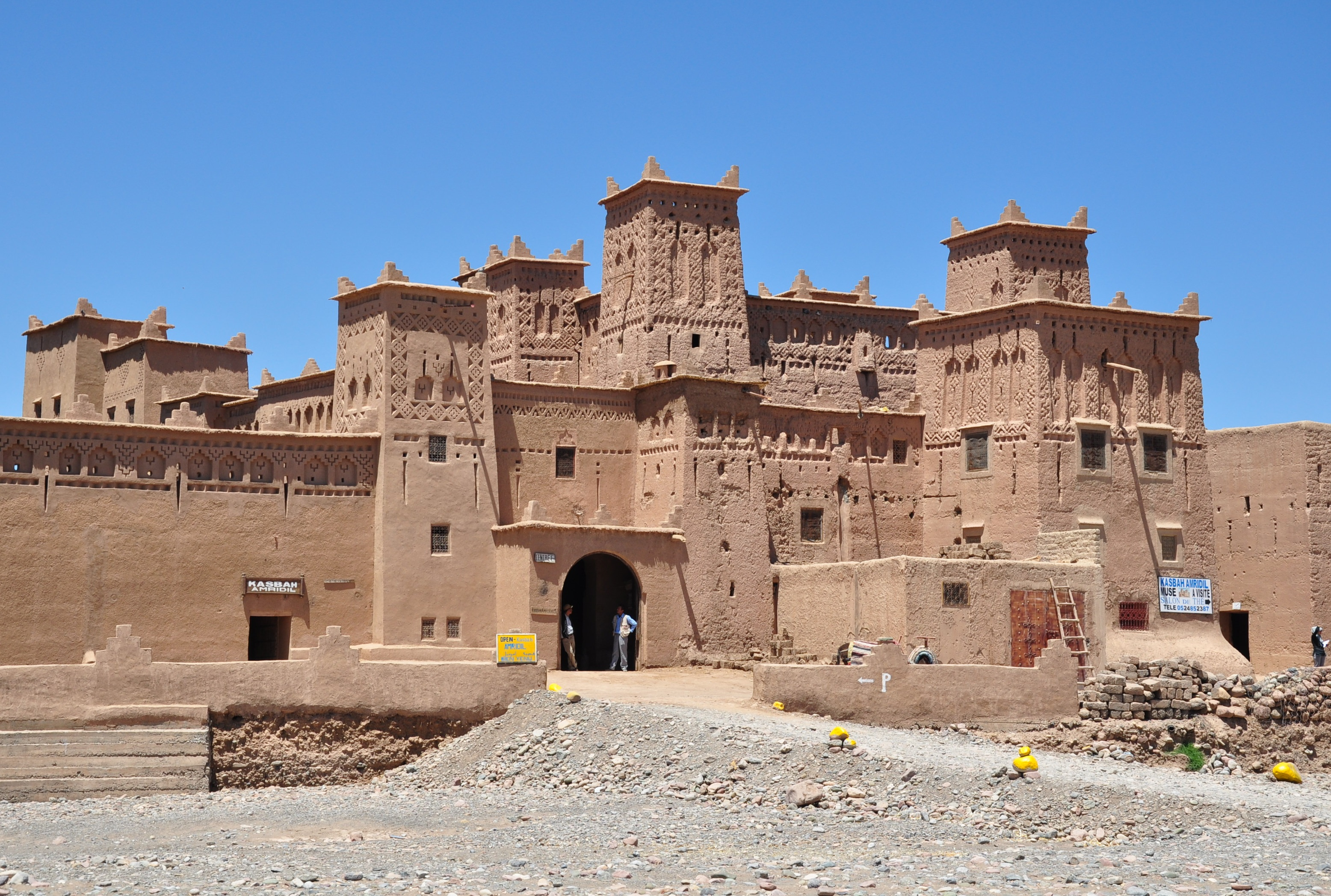
Kasbah Amerhidil

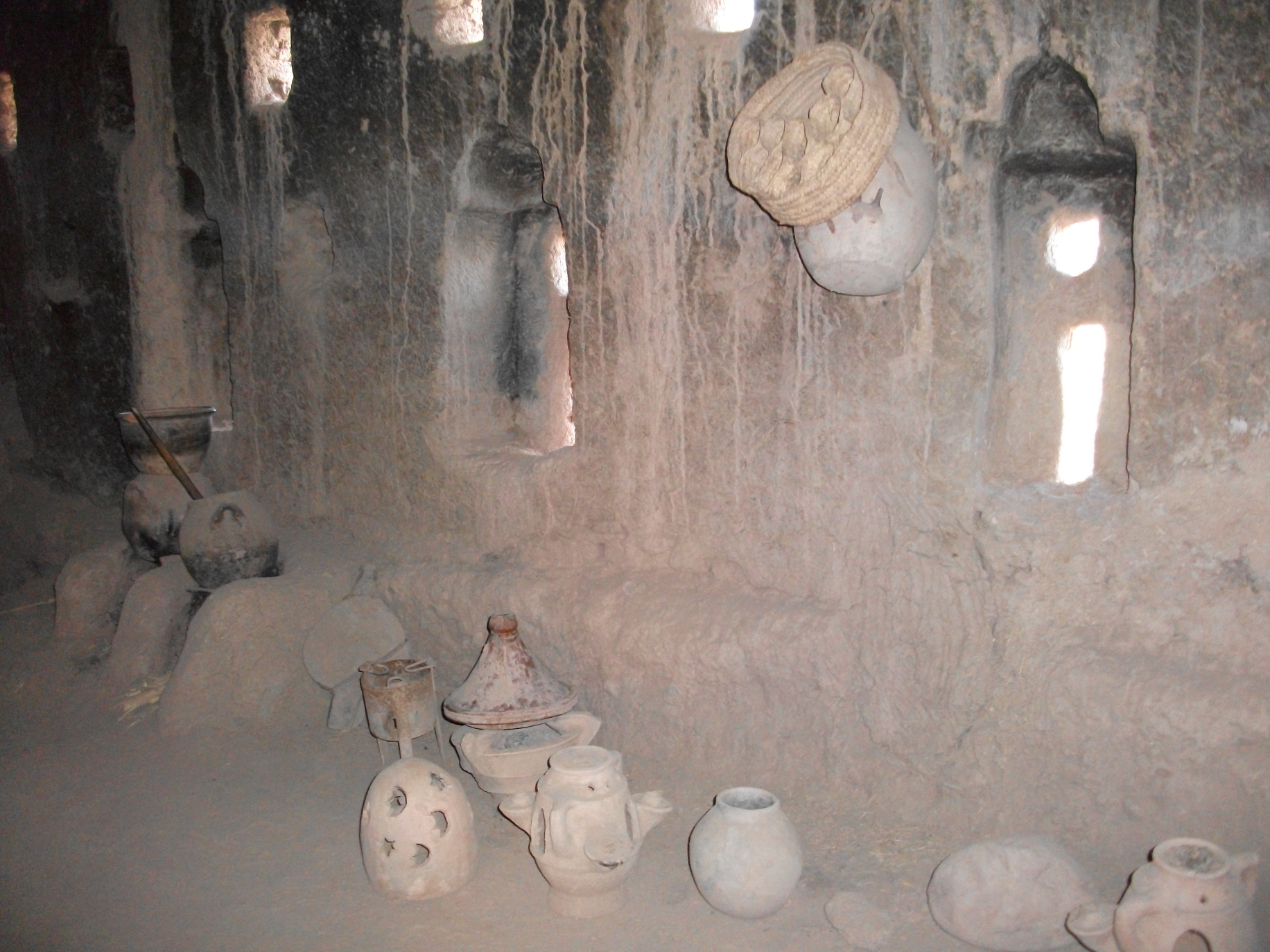
Inneres der Kasbah Amerhidil

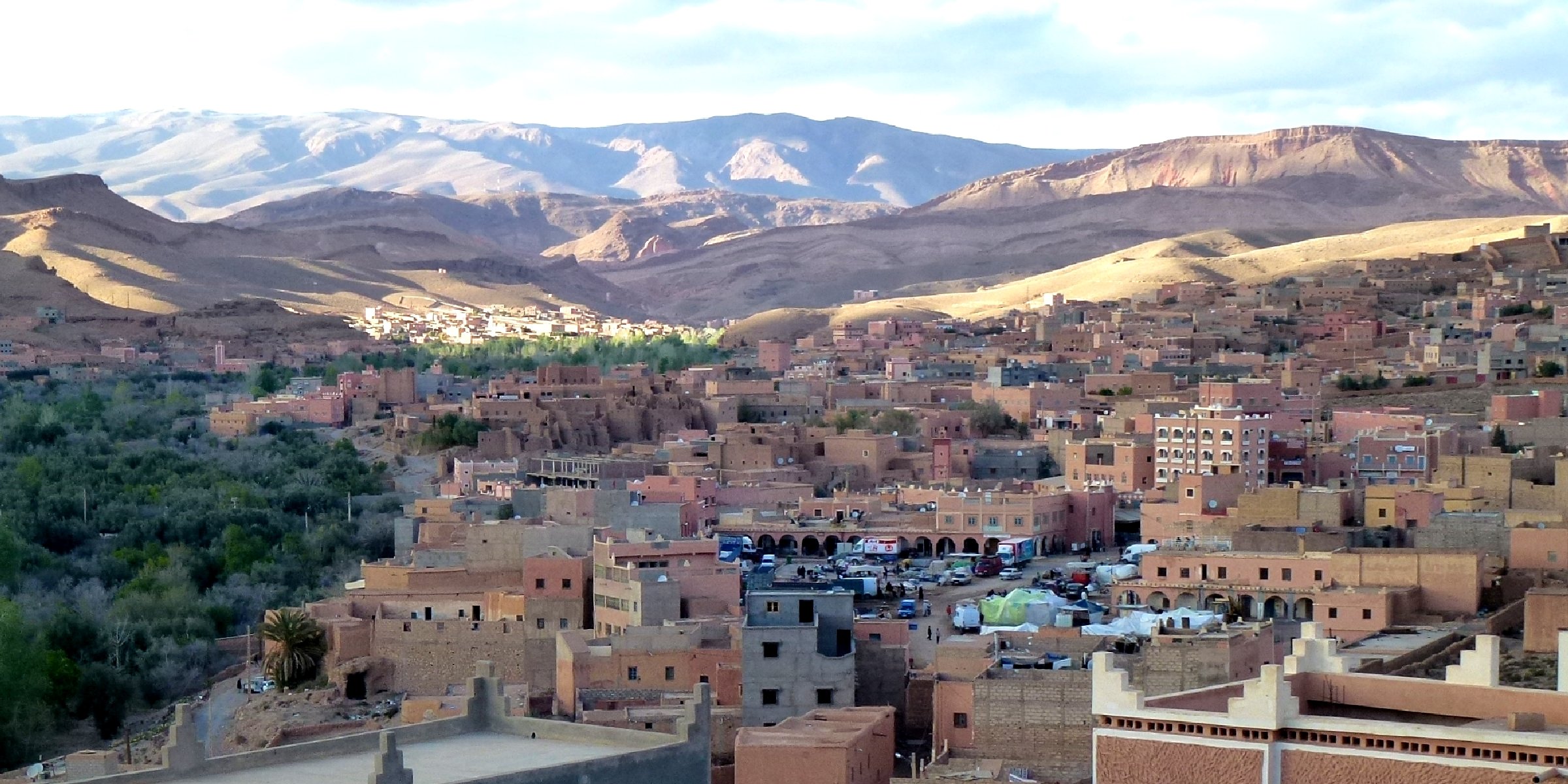
Nouvel Skoura, Panorama

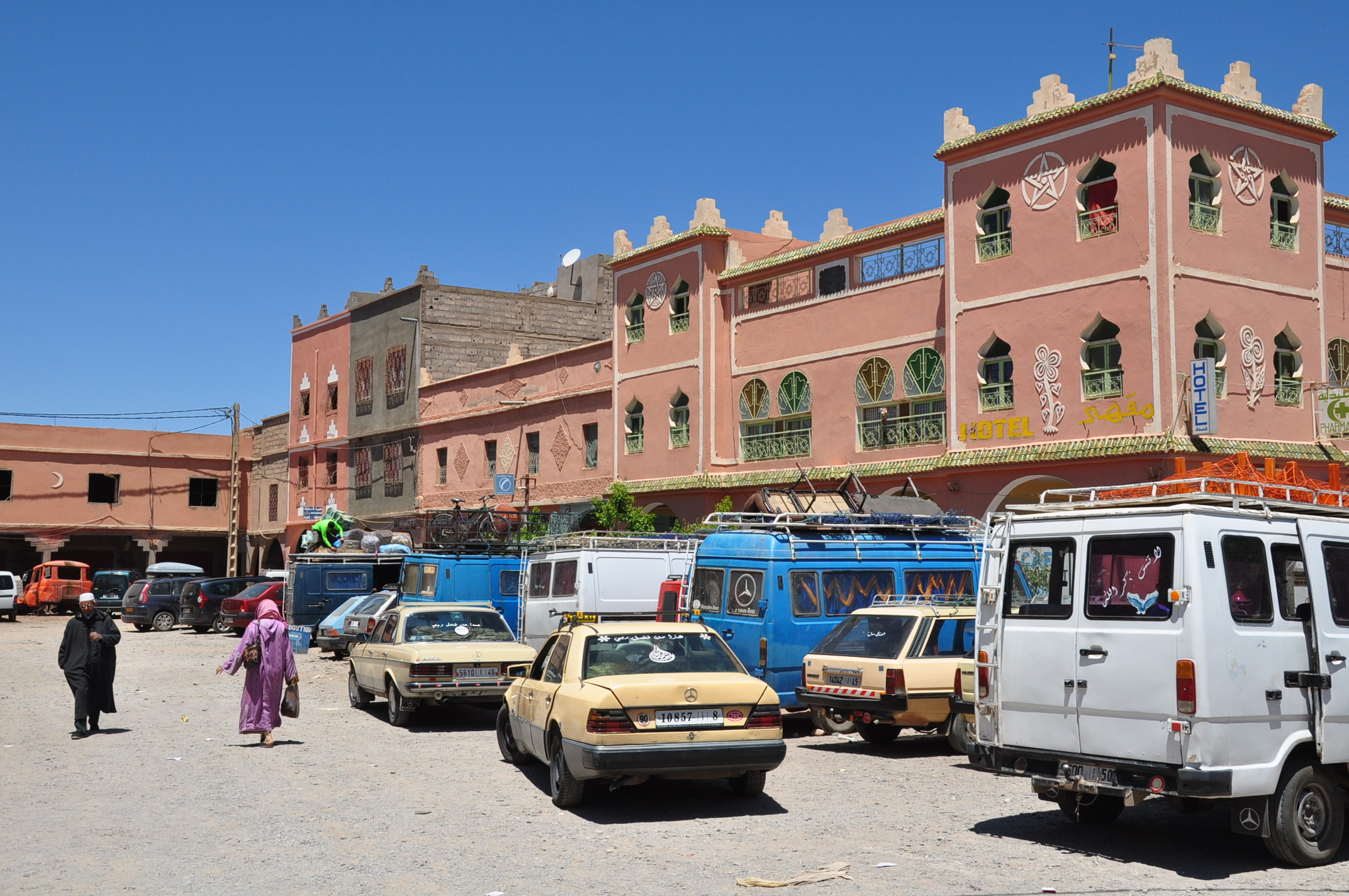
Nouvel Skoura, Ortsmitte

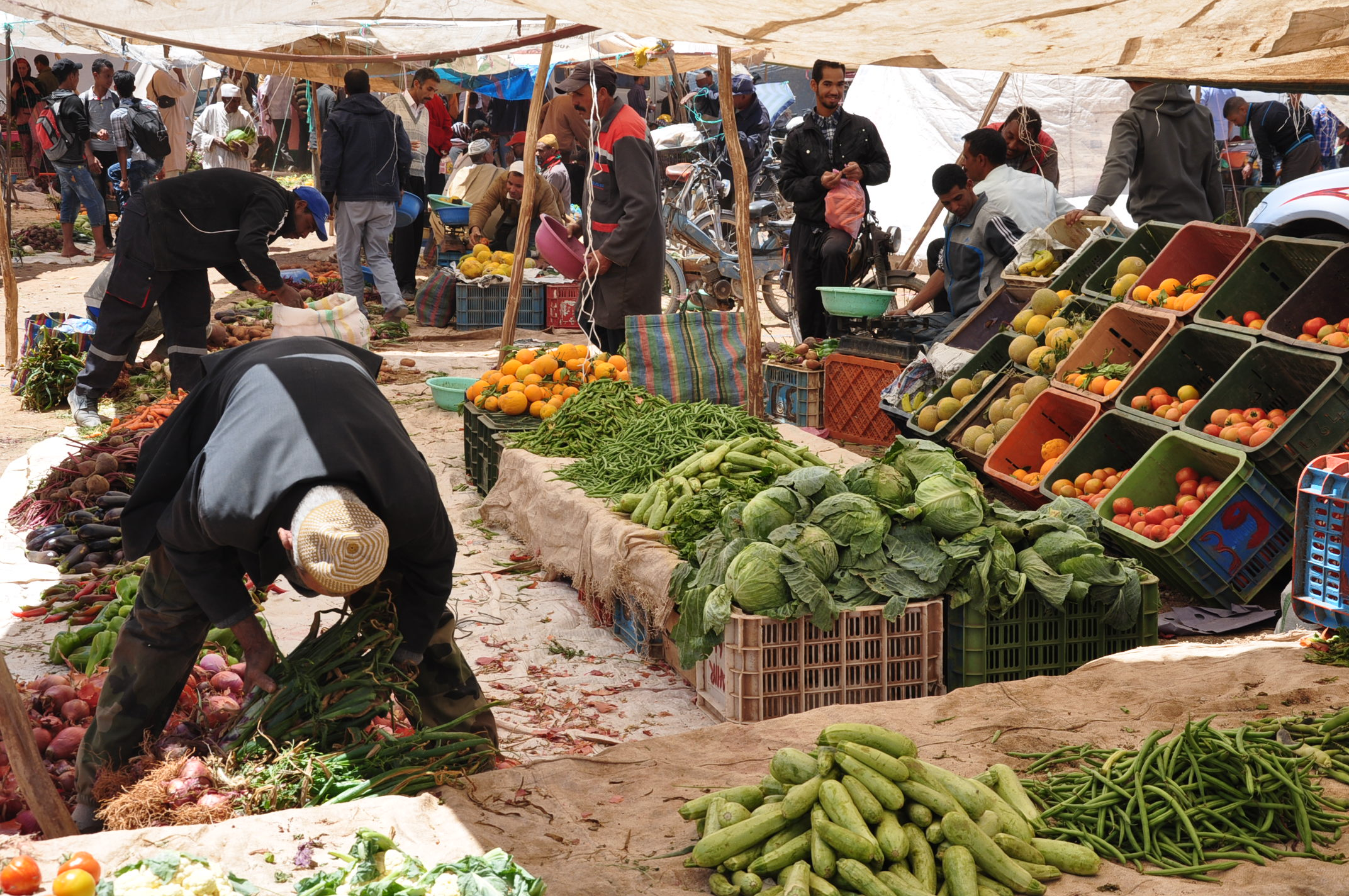
Obst und Gemüsemarkt in Skoura

Skoura (arabisch سكورة, Zentralatlas-Tamazight ⵙⴽⵓⵔⴰ Skura oder auch Skoura des Ahl el Oust) ist eine hauptsächlich von Berbern bewohnte Kleinstadt mit etwa 4500 Einwohnern in der Provinz Ouarzazate in der Region Drâa-Tafilalet im Süden Marokkos; gleichzeitig ist die Stadt das Zentrum einer aus mehreren Dörfern bestehenden Landgemeinde (commune rurale) mit insgesamt ca. 12.000 Einwohnern.

## Lage und Klima
Der etwa 40 km nordöstlich von Ouarzazate in einer Höhe von ca. 1220 m gelegene Ort besteht aus einem älteren Teil im Südwesten (Vieux Skoura) und einem ca. 3 km entfernten neueren Teil (Nouvel Skoura) im Nordosten. Sehenswert ist eigentlich nur der ältere Ortsteil mit seinen Palmenoasen (palmeraies) und – teilweise zu schönen Hotels umgebauten – Kasbahs. Im Frühjahr und nach den äußerst seltenen Sommerregenfällen füllt sich das ansonsten ausgetrocknete Kiesbett des Oued El Hajaj oder des Oued Skoura mit Wasser, das zur Bewässerung der Palmenoasen und der Felder dient. Das Klima ist beinahe wüstenartig; Regen (ca. 170 mm/Jahr) fällt ganz überwiegend im Winterhalbjahr.

## Bevölkerung
| Jahr      | 1994  | 2004 | 2014 | 2024 |
| Einwohner | k. A. | 2808 | 4332 | 4576 |

Die Bevölkerung der Stadt besteht nahezu ausschließlich aus Angehörigen verschiedener Berberstämme der Umgebung. Die meisten sind – wegen ausbleibender Regenfälle in ihren Heimatdörfern, aber auch aus soziokulturellen Gründen (Hoffnung auf Arbeit, Verbesserung der materiellen Lebensbedingungen und der Gesundheitsvorsorge, bessere Möglichkeiten zur schulischen Ausbildung der Kinder etc.) – verstärkt seit den 1970er Jahren in die Städte abgewandert.

## Geschichte
Über die frühe Geschichte von Skoura ist nicht viel bekannt. Man kann jedoch annehmen, dass der relative Wasserreichtum der Palmenoasen – vergleichbar dem Draâ-Tal – schon früh die Sesshaftwerdung später Jäger- und Sammlerkulturen bzw. von nomadisierenden Stämmen befördert haben. Ibn Chaldūn berichtet gegen Ende des 14. Jahrhunderts von einem – aus dem vorderen Orient eingewanderten – Stamm der Haskoura, der für die Gegend namensgebend geworden sein könnte. Ins geschichtliche Bewusstsein der Neuzeit tritt der Ort erst gegen Ende des 19. Jahrhunderts, als diverse Clan- und Territorialrivalitäten der Berberstämme zu teilweise bürgerkriegsähnlichen Zuständen führten, die erst in der Zeit des französischen Protektorats bzw. nach der Unabhängigkeit Marokkos (1956) beigelegt werden konnten.

## Oasen
Die ehemals eine Fläche von etwa 25 km² einnehmenden Palmengärten (palmeraies) von Skoura liegen ca. 15–20 km südlich der im Frühjahr schneebedeckten Gipfel des Hohen Atlas, die – mit Hilfe von Bewässerungskanälen (khettaras) – das Land fruchtbar machen und schon vor Jahrhunderten für eine blühende Oasenwirtschaft gesorgt haben, in deren Zentrum die hochwüchsige Dattelpalme steht. In einer Ebene darunter finden sich Granatapfel- und Feigenbäume, seltener sind Oliven- und Mandelbäume. Alle Bäume haben auch eine wichtige Bedeutung als Schattenspender. Auf den Feldern werden hauptsächlich Getreide (Gerste, Weizen) und Gemüse (Bohnen, Kartoffeln, Kohl, Möhren etc.) angebaut, die den – weitgehend immer noch nach den Prinzipien der Selbstversorgung lebenden – Bewohnern ausreichend Nahrung bieten. Nebenbei werden auch – wie es in Oasen üblich ist – in geringem Umfang Schafe, Ziegen und Hühner gehalten, die jedoch keinen freien Auslauf haben.
Ausbleibende Regen- bzw. Schneefälle in den 1980er und 1990er Jahren hatten eine zunehmende Trockenheit zur Folge, in welcher sogar die Palmen massenweise zugrunde gingen. Die Folge war eine Abwanderung großer Teile der Bevölkerung. Inzwischen hat sich die Situation wieder etwas entspannt und man kann – vor allem im zeitigen Frühjahr (Februar, März) – auf schmalen, leicht erhöhten Wegen in den Feldern herumspazieren und sich am üppigen Grün der kleinen Parzellen erfreuen.

## Kasbahs
Von den ehemals sicherlich reichlich vorhandenen Wohnburgen (tighremts) der hier ansässigen Berber haben sich nur Ruinen erhalten. Ende des 19. und zu Beginn des 20. Jahrhunderts setzte allerdings – befördert durch die Partikularinteressen der verschiedenen Berberclans (Glaoua, Nassiri u. a.) – eine rege Bautätigkeit ein. Große Baukomplexe aus Lehm mit einer strategisch-territorialen, teilweise auch militärischen Funktion (Kasbahs) wurden errichtet, welche gegen Ende des 20. Jahrhunderts jedoch ebenfalls unbewohnbar waren, dann aber in vielen Fällen von wohlhabenden Privatpersonen aufgekauft, restauriert und teilweise zu Hotels umgebaut wurden.

### Kasbah Amerhidil
Hauptattraktion der Oasenlandschaft ist die vieltürmige Kasbah Amerhidil (auch Imridil), die schon im 18. Jahrhundert entstand, aber gegen Ende des 19. und zu Beginn des 20. Jahrhunderts grundlegend erneuert wurde. Teile des um Innenhöfe herum erbauten Gebäudekomplexes sind zu einem Hotel umgebaut worden, in anderen Teilen wurde ein durchaus sehenswertes Museum eingerichtet. Die Türme der Kasbah mit ihrem typischen geometrischen Ornamentdekor, welches ursprünglich wohl eine Unheil abwehrende (apotropäische) Bedeutung hatte, waren auf der alten 50-Dirham-Note abgebildet.
Das Innere der – vollständig aus vor Ort vorkommenden Materialien (Lehm, Palmstämme, Schilf- und Palmmatten) erbauten – Kasbah war noch bis in die 1960er Jahre bewohnt, und so haben sich einige Gegenstände des häuslichen Bedarfs aus Keramik und Flechtwerk erhalten, die einen Eindruck vom – für damalige Zeiten recht feudalen – Leben der Bewohner geben.

### Kasbah Ben Moro
Die direkt an der Hauptstraße liegende Kasbah Ben Moro wurde zu Beginn des 21. Jahrhunderts ebenfalls zu einem Hotel umgebaut. Einen Pfefferminztee oder einen Kaffee sollte man in jedem Fall hier trinken. Man wird auch durch das beeindruckende Gebäude und den anschließenden Garten geführt.

## Umgebung
Zu Fuß lassen sich noch weitere Kasbahs und Dörfer (douars) in der Umgebung von Skoura erkunden (siehe Weblink).